# Rosario Alessandrello

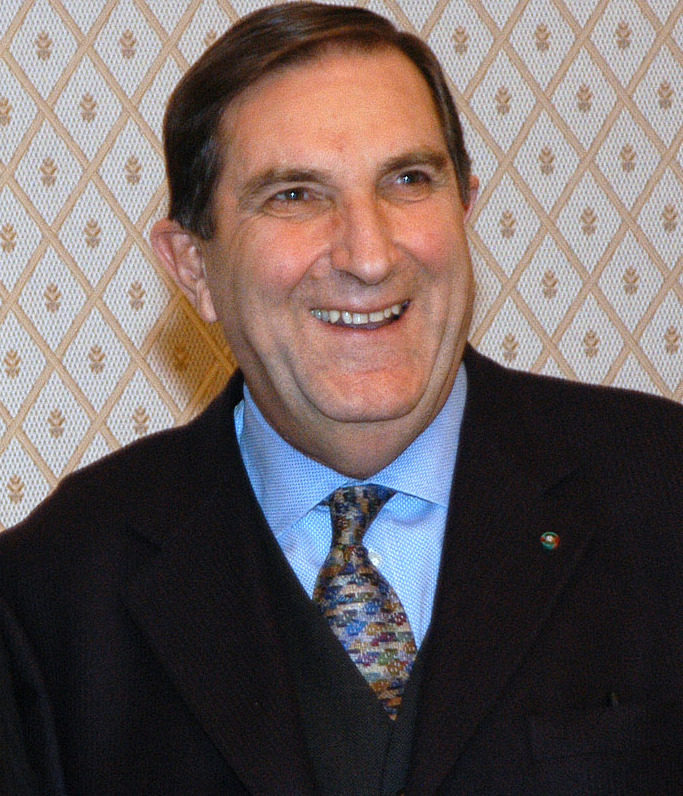
2004

Rosario Alessandrello (Vittoria, 25 aprile 1931 – Milano, 21 marzo 2020) è stato un ingegnere e dirigente d'azienda italiano, per oltre trent'anni alla guida di Tecnimont prima e di Maire Tecnimont in seguito, aziende leader nell'impiantistica. Vicepresidente di Confindustria dal 1996 al 2000, è stato presidente della Camera di Commercio Italo-Russa per quasi vent'anni, sino al 2019, e presidente della Camera di Commercio Italo-Iraniana..

## Biografia
Laureato in ingegneria chimica industriale nel 1956 presso il Politecnico di Milano, lavorò dal 1958 alla Edison, passò nel 1966 in Montedison, dove nel 1973 fu nominato direttore generale tecnico e nel 1980 direttore generale della divisione ingegneria, Tecnimont. Nel 1983 diventò amministratore delegato di Tecnimont SpA e, nel 1986, ne assunse anche la carica di presidente, realizzando all'estero (grazie anche alle poliolefine e ai catalizzatori stereospecifici sviluppati dal Nobel Natta) oltre 300 impianti tecnologici e energetici. È stato membro del Comitato strategico di Montedison e coordinatore degli investimenti del Gruppo per il Progetto Cina.
Con la Montedison in situazione di declino dopo la presidenza di Mario Schimberni prima e di Raul Gardini in seguito, Alessandrello riuscì a tenere Tecnimont fuori dalla crisi del gruppo chimico facendola diventare una delle aziende leader nel mondo nel campo dell'ingegneria e del contractoring internazionale con l'80% dei ricavi dovuti all'estero. Nel 2005, quando Tecnimont passò di mano, fu nominato presidente di Maire Tecnimont.
Da maggio 2007 ad aprile 2010 è stato presidente di Fisia Italimpianti SpA, società del Gruppo Impregilo. Quindi vicepresidente di Coeclerici, consigliere d'amministrazione di Socotherm. E continuò a favorire i rapporti commerciali tra Italia e Russia sostenendo, anche nel periodo delle sanzioni decise verso Mosca, il "progetto del corridoio verde" nato nel 2014 per sburocratizzare le procedure doganali per l'ingresso delle merci italiane in Russia.
È morto a Milano nel marzo 2020 a 88 anni.

## Altri incarichi
È stato presidente del Comitato Imprenditori Italo-Russo all’interno del Consiglio di Cooperazione Italo-Russo dando vita ad una sorta di bussola per le imprese che investono in Russia, presidente della Fondazione “Centro per lo sviluppo dei rapporti Italia-Russia”, vice presidente dell’Associazione Italia-Hong Kong, è stato anche censore in Banca d'Italia e consigliere d'amministrazione del Medio Credito.

## Onorificenze e riconoscimenti
- 2001 - Ordine dell'Amicizia dal presidente della Federazione Russa Vladimir Putin[10]
- 2001 - Cittadino benemerito di Milano dal sindaco Gabriele Albertini
- 2005 - Cittadino benemerito di Kazan', capitale della repubblica russa del Tatarstan
- 2016 - Distintivo del Ministero degli esteri della Federazione Russa "per il valido contributo alla collaborazione internazionale"